# Wet verplichte geestelijke gezondheidszorg
De Wet verplichte geestelijke gezondheidszorg (Wvggz) is een Nederlandse wet die de rechten van mensen regelt die te maken hebben met verplichte zorg vanwege een psychische aandoening. De wet volgde op 1 januari 2020 op de wet Bopz: tegelijk met de Wvggz is ook de Wet zorg en dwang ingegaan, die de Bopz vervangt binnen de psychogeriatrie en de zorg voor mensen met een verstandelijke beperking.

## Werksfeer
De Wvggz geldt voor mensen bij wie een psychische stoornis leidt tot gedrag dat ernstig nadeel (gevaar) veroorzaakt voor henzelf of voor anderen. In de wet heten zij: 'betrokkene'. Als er geen vrijwillige zorg mogelijk is om dat ernstig nadeel weg te nemen, kan de rechter hen verplichte zorg opleggen.
De Wvggz geldt niet voor mensen met een verstandelijke beperking of psychogeriatrische aandoening: voor hen geldt de Wet zorg en dwang.
Voor mensen die in aanmerking komen voor een psychiatrische behandeling vanuit het strafrecht is er sinds januari 2019 de Wet forensische zorg, waar per 1 januari 2020 artikel 2.3 is ingegaan, die de koppeling tussen het strafrecht en de Wvggz regelt. 

## Verplichte zorg
De wet is er op gericht om verplichte zorg zo veel mogelijk te voorkomen. Als verplichte zorg echt noodzakelijk is, moeten de minst ingrijpende vorm worden ingezet en de dwang zo snel mogelijk worden afgebouwd. Vormen van verplichte zorg zijn bijvoorbeeld: medicatie toedienen, medische controles doen of opname in een ggz-instelling.
De rechter kan verplichte zorg alleen opleggen als deze zorg:
- de enige manier is om het ernstige nadeel weg te nemen;
- proportioneel is (in verhouding staat tot het op te lossen ernstig nadeel);
- effectief is (resultaat oplevert).

### Procedure
De Wvggz kent twee procedures om te komen tot verplichte zorg:
- Een zorgmachtiging van de rechter
- Een crisismaatregel van de burgemeester (bij spoed)

## Opname
De patiënt houdt waar mogelijk zelf regie tijdens de hele periode van verplichte zorg. Bijvoorbeeld met een eigen plan van aanpak, een zorgkaart of een zelfbindingsverklaring. Hulpverleners moeten regelmatig met de patiënt overleggen en de zorg samen evalueren. 
Patiënten hebben recht op uitleg in begrijpelijke taal. Zo nodig is een tolk beschikbaar op de hoorzitting. Een patiëntenvertrouwenspersoon kan advies en bijstand geven en samen met de patiënt opkomen voor zijn of haar rechten.

## Overgangsrecht Wet Bopz
De Wvggz is op 1 januari 2020 in werking getreden, tegelijk met de Wzd. In 2020 geldt overgangsrecht voor machtigingen die vóór 1 januari 2020 zijn afgegeven of aangevraagd op grond van de Wet bijzondere opname psychiatrische ziekenhuizen (Wet Bopz).